# Marius Matijošaitis

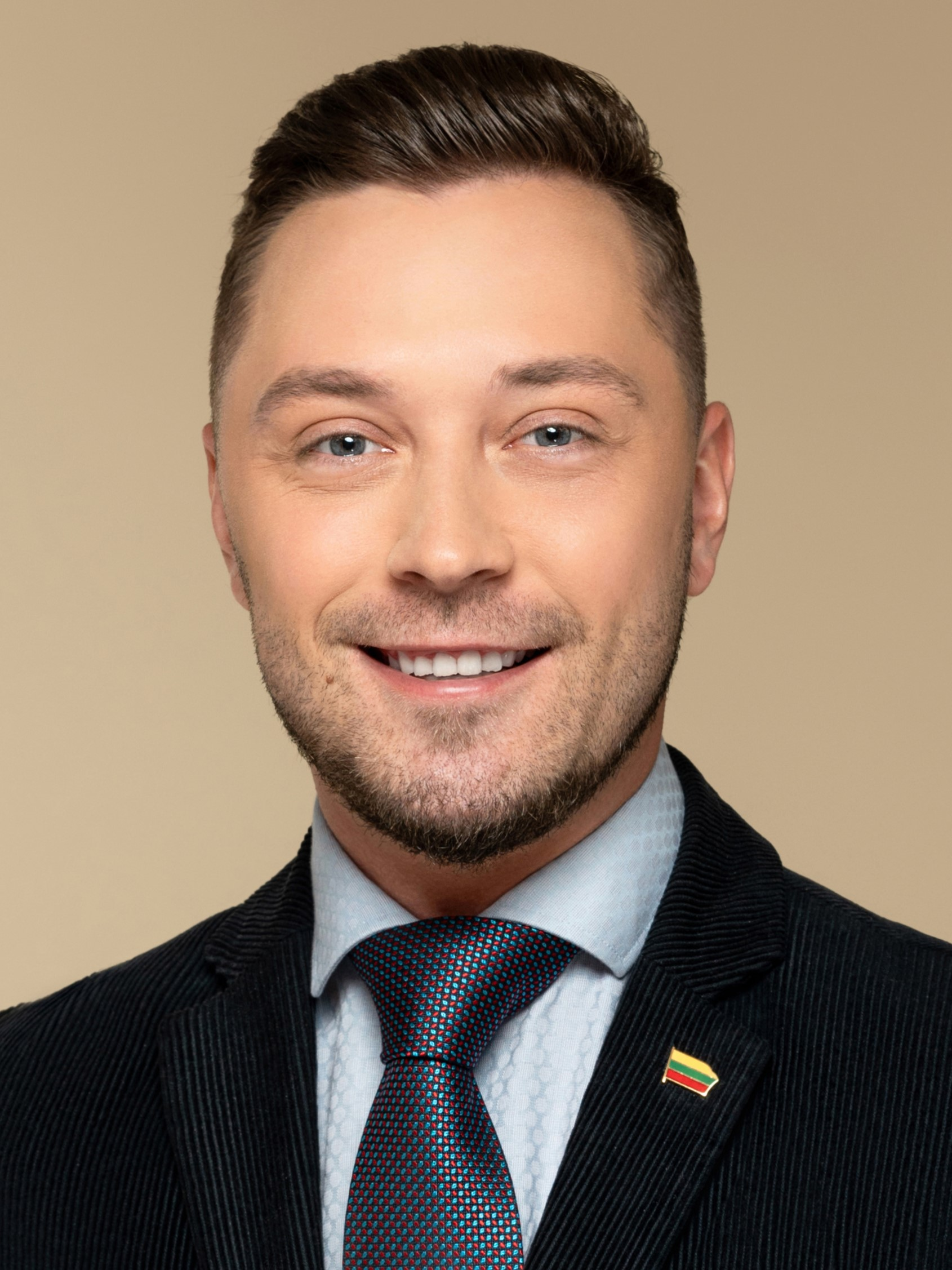
Marius Matijošaitis, 2024

Marius Matijošaitis (* 28. August 1992 in Kaunas) ist ein litauischer liberaler Politiker. Von 2020 bis 2024 war er Seimas-Mitglied.

## Leben
Nach dem Abitur 2010 am Saulės-Gymnasium Kaunas  in seiner Heimatstadt Kaunas absolvierte Marius Matijošaitis von 2010 bis 2016 das Bachelorstudium der Politikwissenschaft an der Universität Aberdeen im Nordosten von Schottland im Vereinigten Königreich. Von 2015	bis 2017 arbeitete er als Dolmetscher im Unternehmen Global connects und von 2017 bis 2020 als Manager im Unternehmen UAB Vytauto paslaugos.
Bei der Parlamentswahl in Litauen 2020 war er Kandidat der Laisvės partija (LP). Er arbeitete von 2020 bis 2024 im 13. Seimas.
Matijošaitis ist ledig. Bis 2024 war er Mitglied der LP.